# Pain sandwich
Le pain sandwich est un repas préparé traditionnellement au Québec dans plusieurs régions et familles, servi particulièrement durant le temps des fêtes. Il prend différents noms selon la farce qu'il contient et la région du Québec : pain russe, pain surprise, pain au fromage ou pain au poulet.
La recette aurait été popularisée par les publicités de fromage à tartiner, son ingrédient central, dans les années 1920 et 1940.
Pour le préparer, il faut un pain tranché horizontalement (sur la longueur plutôt que sur la largeur). Ce pain est normalement disponible dans les épiceries pendant la période des fêtes. Il peut (ou pouvait) être blanc, rose ou jaune. À défaut, il est possible de coller côte à côte trois tranches de pain ordinaires auxquelles on enlève la croûte.
Le pain au fromage est normalement composé de 3 étages ou plus. On retrouve habituellement sur l'un des étages une garniture de sandwich aux œufs : œufs durs écrasés à la fourchette et mélangés avec un peu de mayonnaise, d'échalote, de sel et de poivre. Sur un autre étage, on retrouve habituellement du jambon (haché finement ou en tranches) et de la moutarde. Le dernier étage est normalement constitué de garniture de sandwich au poulet : poitrine de poulet hachée finement, mayonnaise, sel et poivre. Le tout est ensuite recouvert d’une dernière tranche de pain et les 5 côtés visibles du sandwich sont tartinés avec des fromages industriels mous tels que ceux des marques Cheez Whiz ou Philadelphia. Il est possible d'orner le crémage avec des tranches d'olives et d'autres légumes comme des cornichons ou des poivrons.
Pour servir, il suffit de couper le pain en tranches verticales. On le mange avec une fourchette.

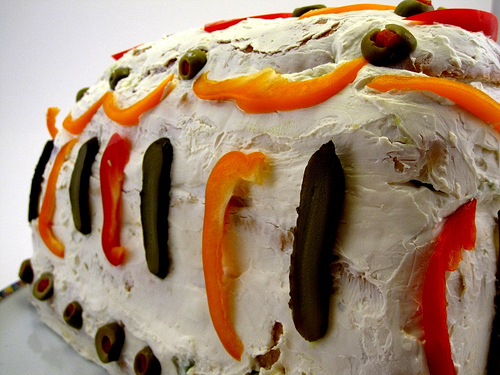
Pain sandwich décoré avec du fromage à tartiner, des olives, des cornichons et des tranches de poivron.